# Un uomo chiamato Charro
Un uomo chiamato Charro (Charro!) è un film western del 1969 diretto da Charles Marquis Warren ed interpretato da Elvis Presley.

## Trama
Jess Wade, ex membro di una banda di fuorilegge capeggiata da Vince Hackett, cerca di convincere i suoi vecchi compari a restituire al governo messicano un cannone d'oro di grande valore rubato dalla banda e che era stato utilizzato durante la guerra civile che aveva insanguinato il Paese. I banditi si rifiutano e sfregiano Jess. Diventato sceriffo, Jess riesce a catturare uno dei fuorilegge della sua vecchia banda. Per rappresaglia, gli altri banditi attaccano furiosamente il villaggio di cui Jess è sceriffo, ma alla fine, sarà la giustizia a trionfare.

## Produzione
Si tratta dell'unico film girato da Presley nel quale egli non canta sullo schermo, e che non contiene canzoni se non quella dei titoli di testa. È anche l'unico film dove Presley interpreta un personaggio con la barba.
La pellicola venne distribuita negli Stati uniti dalla National General Pictures il 3 settembre 1969. Anche se gli incassi furono abbastanza buoni, non ebbe un notevole successo, e rimane a tutt'oggi uno dei film di Presley meno visti e conosciuti dal grande pubblico.
Le riprese del film ebbero luogo negli studi cinematografici Apacheland Studio nel Gold Canyon, in Arizona.
Il ruolo di Jess Wade era stato inizialmente offerto a Clint Eastwood, che però rifiutò la parte. I titoli provvisori del film durante la lavorazione erano Jack Valentine, Johnny Hang, e Come Hell o Come Sundown. Presley accettò di girare il film dopo aver letto il copione, e aver visto che la parte offertagli era un serio ruolo di attore drammatico che non prevedeva "esibizioni canterine", però rimase perplesso e deluso quando al suo arrivo sul set il primo giorno di riprese, il 22 luglio 1968, scoprì che ampie parti del copione erano state modificate senza la sua approvazione. Erano state infatti eliminate la maggior parte delle scene violente e di nudità.
Il film non fu accolto troppo bene dai fan di Elvis, che lamentavano l'assenza totale di canzoni da lui interpretate, e anche dalla critica di settore che si dimostrò molto scettica circa le doti recitative di Presley come attore drammatico.

## Colonna sonora
Per la colonna sonora del film furono registrati soltanto due brani. Le sedute di registrazione ebbero luogo il 15 ottobre 1968 nello studio Samuel Goldwyn Studio di Hollywood, California. La canzone principale del film, Charro!, udibile durante i titoli di testa, venne pubblicata come b-side del singolo Memories il 25 febbraio 1969. La seconda canzone registrata durante le sessioni in studio, ma non utilizzata per il film, Let's Forget About the Stars, venne in seguito inclusa nella compilation a basso prezzo Let's Be Friends nel 1970.

### Tracce
1. Charro! (Billy Strange e Mac Davis) - 2:58
2. Let's Forget About The Stars (A.L. Owens) - 1:49 (Registrata, ma non inclusa nel film)

### Musicisti
- Elvis Presley - voce
- Sue Allen, Sally Stevens, Allan Capps, Loren Faber
Ronald Hicklin, Ian Freebairn Smith, Robert Zwirn - cori
- Howard Roberts, Tommy Tedesco, Ralph Grasso - chitarra elettrica
- Don Randi - pianoforte
- Max Bennett, Ray Brown - basso
- Cubby O'Brien - batteria
- Emil Radocchia - percussioni
- Musicisti non accreditati: strumenti a fiato